# Q-функція Маркума
У статистиці Q-функція Маркума {\displaystyle Q_{M}} визначається як
{\displaystyle Q_{M}(a,b)=\int _{b}^{\infty }x\left({\frac {x}{a}}\right)^{M-1}\exp \left(-{\frac {x^{2}+a^{2}}{2}}\right)I_{M-1}(ax)\,dx}
або як
{\displaystyle Q_{M}(a,b)=\exp \left(-{\frac {a^{2}+b^{2}}{2}}\right)\sum _{k=1-M}^{\infty }\left({\frac {a}{b}}\right)^{k}I_{k}(ab)}
де {\displaystyle I_{M-1}} модифікована функція Бесселя порядку М − 1. Q-функція Маркума використовується, наприклад, як функція розподілу (точніше, як функція виживання) для  нецентрованого хі розподілу, нецентрованого хі-квадрат розподілу та розподілу Райса.
Для нецілих значень M Q-функцію можна визначити наступним чином:
{\displaystyle {\begin{aligned}Q_{M}(a,b)&=1-e^{-a^{2}/2}\sum _{k=0}^{\infty }\left({\frac {a^{2}}{2}}\right)^{k}{\frac {\gamma (M+k,{\frac {b^{2}}{2}})}{k!\Gamma (M+k)}}\\[6pt]&=1-e^{-a^{2}/2}\sum _{k=0}^{\infty }\left({\frac {a^{2}}{2}}\right)^{k}{\frac {P(M+k,{\frac {b^{2}}{2}})}{k!}}\end{aligned}}}
де {\displaystyle P(s,x)} - регуляризована гамма-функція.
Q-функція Маркума є монотонною та логарифмічно ввігнутою.